# Risto Milić
Risto Milić (Kotor, 1. maj 1842 — Beograd, 8. mart 1910) bio je rodoljubivi srpski pjesnik iz Boke Kotorske i počasni član srpskog pjevačkog društva Jedinstvo iz Kotora.
Bio je sin Simeona Milića iz plemena Bjelice i Jelene Katurić iz Kotora. Po Julijanskom kalendaru rođen je 19. aprila 1842. godine. Zbog rodoljubivog djelovanja u Boki nije mogao dobiti siguran posao u državnoj službi. Po izbijanju Bokeljskog ustanka 1869. godine, velike političke progone su zbog srbovanja doživejeli predsjednik pjevačkog društva Jedinstvo Risto M. Subotić (umire u zatvoru od pretrpljenih muka) i on, pa zbog toga bježi u Crnu Goru, a zatim odlazi u Odesu i Beograd. Na Cetinju je po odluci kneza Nikole Petrovića o državnom trošku 1870. godine objavljena njegova zbirka 50 lirskih rodoljubivih pjesama pod nazivom Serbobranke. Krajem 1871. godine putuje u Odesu gdje je bio zvanični povjerenik Matice srpske. U Odesi je sreo svoju zemljakinju, Jelisavetu Popović, koja je iz Serbobranki uzela 11 pjesama i na njihove stihove je komponovala muziku. Nakon rata, 1879. je u Beogradu raspoređen na mjestu računoispitača, a od 1883-1910. je radio kao knjigovođa u Poštansko-telegrafskom odjeljenju Ministarstva narodne privrede. Kao poštanski činovnik ne objavljuje svoja književna djela, ali je pratio književna događanja srpskih pisaca. Lazar Tomanović mu je bio stari prijatelj kojeg je često spominjao, pa su se sreli u Beogradu 1892. godine. Tomanovića je vodio kod mitropolita beogradskog Mihaila. Od srčanog udara je iznenada umro 8. marta 1910. godine, u beogradskoj kafani Proljeće. 2018. godine u Kotoru je objavljeno drugo izdanje njegove zbirke pjesama.
Neki od pretplatnika (predbrojnika) na Milićevu zbirku pjesama bili su Josip Juraj Strossmayer (10 komada), Ivan Jastrebov, Mitrofan Ban, Jovan Sundečić, Stjepan Mitrov Ljubiša, Visarion Ljubiša, mitropolit Ilarion II Roganović, Marko Dragović, Ivan Đaja, Lazar Tomanović (10 komada) dok je bio u Pešti u Tekelijanumu... 29. pjesma pod nazivom Žalospjev je posvećena žrtvama na vojnom brodu SMS Graf Radetzky (1854). Taj austrijski brod je uništen 1869. godine kod Visa (Bitka kod Visa).